# Wild Wild West (film)
Wild Wild West is een Amerikaanse film uit 1999. De film is geregisseerd door Barry Sonnenfeld, en in de hoofdrol spelen Will Smith en Kevin Kline.
Het scenario van de film is gebaseerd op de televisieserie The Wild Wild West die werd uitgezonden tussen 1965-1969.
De serie werd neergesabeld door de kritiek, maar was desondanks geen flop in de bioscoop. Wereldwijd bracht de film ruim 220 miljoen dollar op.

## Verhaal
De film begint bij een waterstation voor de trein in Louisiana, in 1869. De kijker wordt hier geïntroduceerd aan Jim West, een revolverheld die een groep ex-geconfedereerden in de gaten houdt die werken voor generaal “Bloedbad” McGrath, een persoonlijke vijand van West. West breekt in bij een saloon om McGrath te doden, maar hij wordt tegengehouden door een prostituee. Deze prostituee blijkt een vermomde man te zijn genaamd Artemis Gordon, een professionele uitvinder. Hij heeft de opdracht West naar president Ulysses S. Grant te brengen.
Bij de president krijgt het duo te horen dat een groot aantal topwetenschappers is verdwenen. Grant wil dat de twee de verdwijningen onderzoeken. Het duo reist met een door Gordon aangepaste stoomtrein genaamd de Wanderer. Aanvankelijk hebben de twee heren moeite hun geschillen bij te leggen en samen te werken. Het duo gaat eerst naar New Orleans, waar ze een feestje bijwonen in het landhuis van Dr. Arliss Loveless, een briljante ex-geconfedereerde wetenschapper die in de Amerikaanse Burgeroorlog een groot deel van zijn onderlichaam is kwijtgeraakt. Derhalve gebruikt hij nu een door stoom aangedreven rolstoel. Op het feest ontmoet Gordon een vrouw genaamd Rita, die verder met hem en West meereist.
Aan boord van zijn stoomboot toont Loveless een groep aanwezigen zijn nieuwste wapen: een door stoom aangedreven tank. Hij laat de tank echter bij wijze van demonstratie alle mannen van generaal McGrath afschieten. Daarna schiet hij de generaal neer, en nodigt de overig aanwezigen uit voor een privé-bijeenkomst in zijn laboratorium in Utah. Even later arriveren Gordon, West en Rita op de plaats van het bloedbad. West herkent het scenario, een paar jaar terug heeft hij een soortgelijk bloedbad gezien waarbij burgers waren gebruikt als schietschijven voor een nieuw wapen. Hij beseft nu dat niet generaal McGrath, maar Loveless de dader achter deze slachtpartij is.
Gordon, West en Rita achtervolgen Loveless per trein naar Utah. Loveless heeft hen echter door en zet een val. Gordon en West worden gevangen, en achtergelaten in de woestijn met magneten rond hun nek. Zolang ze binnen een afgebakend gebied blijven zijn ze volgens Loveless veilig. Loveless vertrekt met de Wanderer, en schreeuwt het duo nog toe dat hij de president gaat ontvoeren. West verlaat tegen Gordon’s advies het gebied, waardoor zijn magneet een machine activeert die twee vlijmscherpe draaischijven afvuurt. Na een wilde achtervolging kunnen Gordon en West de schijven afschudden. Gordon verwijdert de magneten met wat gereedschap dat hij nog in zijn zak had.
Terwijl ze door de woestijn trekken, vinden ze per ongeluk Loveless’ schuilplaats. Daar blijkt dat Loveless de wetenschappers heeft ontvoerd, en hen gedwongen heeft voor hem een 25 meter hoge mechanische spin in elkaar te zetten. Deze spin is gewapend met machinegeweren en een groot kanon. Met de spin begeeft Loveless zich naar een ceremonie waar de president is, en ontvoert hem. Gordon wordt ook gevangen. Loveless neemt hen mee naar zijn schuilplaats, en onthult daar zijn plan. Hij zal met zijn mechanische leger de Verenigde Staten veroveren, en deze opdelen aan het Verenigd Koninkrijk, Frankrijk, Spanje, Mexico, de Indianen en zichzelf. Hij wil de president een verdrag laten tekenen dat de Verenigde Staten zich overgeven.
Vermomd als buikdanseres dringt West de schuilplaats binnen en probeert de gevangenen te bevrijden. Dit plan mislukt wanneer hij per ongeluk de vlammenwerper die Gordon in de jurk had gemonteerd af laat gaan. Loveless vlucht met de gevangen president weg in zijn spin. Gordon en West zetten de achtervolging in met een primitief vliegtuigje, en landen op de spin. Hier vecht West het uit met Loveless’ handlangers, en ten slotte Loveless zelf. Loveless wordt door West in een ravijn gegooid waar hij aan zijn einde komt.
De president promoveert Gordon en West tot zijn primaire agenten bij de zojuist opgerichte geheime dienst.

## Rolverdeling
| Acteur                  | Personage                                              |
| ----------------------- | ------------------------------------------------------ |
| Will Smith              | Capt. James “Jim” West                                 |
| Kevin Kline             | US Marshal Artemus Gordon / President Ulysses S. Grant |
| Kenneth Branagh         | Dr. Arliss Loveless                                    |
| Salma Hayek             | Rita Escobar                                           |
| M. Emmet Walsh          | Coleman                                                |
| Frederique van der Wal  | Amazonia                                               |
| Musetta Vander          | Munitia                                                |
| Bai Ling                | Miss East                                              |
| Ted Levine              | Generaal McGrath                                       |
| Sofia Eng               | Miss Lippenrieder                                      |
| Garcelle Beauvais-Nilon | Belle                                                  |

## Voorgeschiedenis
Tussen 1965 – 1969 zond de Amerikaanse televisiezender CBS 104 afleveringen uit van de tv-serie Wild Wild West met de acteurs Robert Conrad en Ross Martin in de hoofdrol. De serie combineerde de sfeer van het Wilde Westen met de dynamiek van de wereld van de spionage. Conrad en Ross spelen twee agenten van de Amerikaanse secret service die zich verplaatsen met een stoomtrein en beschikken over allerlei gadgets.
In januari 1992 speelde bij Warner Brothers de gedachte om de televisieserie Wild West West te verfilmen. Richard Donner zou de regie doen op basis van een scenario van Shane Black, terwijl Mel Gibson de rol van James West zou vertolken. Het project ging niet door, waarna Gibson en Donner een andere legendarische televisieserie verfilmden: Maverick (1994). In 1995 werd geprobeerd het project nieuw leven in de blazen, nu met Tom Cruise als James West. Ook dit ging niet door en in 1996 kreeg Cruise de hoofdrol in de verfilming van een andere serie uit de jaren zestig: Mission: Impossible.
Het zou tot 1998 duren voordat Wild Wild West eindelijk in productie werd genomen. Het nieuwe scenario bevatte een aantal wijzigingen ten opzichte van de televisieserie. Een van de grootste veranderingen was het inzetten van de zwarte acteur Will Smith als James West. Een andere belangrijke wijziging was het uiterlijk van de schurk van de film, dr. Loveless. In de tv-serie is Loveless een dwerg, in de film een man zonder benen. Een andere wijziging was de verhouding tussen West en Gordon. In de film zijn beide mannen concurrenten die elkaar totaal niet vertrouwen, terwijl in de tv-serie West en Gordon boezemvrienden zijn.

## Acteurs
Will Smith was in onderhandeling voor de hoofdrol in de film The Matrix toen hij het aanbod kreeg om de rol van James West te spelen in Wild Wild West. Smith, een fan van oude televisie-series, liet de rol in The Matrix schieten en tekende een contract voor Wild Wild West. Smith raakte echter teleurgesteld in de film en zou later zijn beslissing betreuren. Voor de rol van Artemus Gordon werd aanvankelijk George Clooney gekozen, maar die had geen zin in wat hij zag als een bijrol, waarna Kevin Kline de rol kreeg. De acteur die James West in de televisieserie speelde, Robert Conrad, kreeg een cameo aangeboden, hij zou president Ulysses Simpson Grant moeten spelen. Maar Conrad vond het scenario beneden alle peil en weigerde.

## Productie
In 1998 begonnen de opnames. De meeste buitenopnamen werden gemaakt in Santa Fe in New Mexico, met name rond het dorpje in western-stijl op het grondgebied van de Cookie Movie Ranch. De opnames rond waar het interieur van de treinen is te zien werd in de studio van Warner Brothers opgenomen, terwijl de treinen zelf werd gefilmd in Idaho op Camas Prairie spoorweg. Voor de trein The Wanderer werd de Baltimore & Ohio 4-4-0 No. 25 gebruikt, een van de oudste stoomlocomotieven in de V.S. Tijdens de buitenopnamen in Santa Fee werd een gebouw in brand gestoken. Het vuur breidde zich echter onverwachts uit en verraste de aanwezige brandweermannen. Ze konden niet verhinderen dat een groot deel van het filmdorpje uitbrandde. Bij de opnamen van Kenneth Branagh als dr. Loveless zat de acteur geknield opgesloten in een metalen kooi. Om te voorkomen dat de bloedcirculatie in zijn benen schade zou oplopen, werden de opnamen steeds na enige minuten stilgelegd, zodat Branagh zijn benen kon strekken. Er zaten ook vele digitale opnamen in de film. Zo werd de vliegscène met Smith en Kline opgenomen voor een blauw scherm en later via de computer in de film geprojecteerd. Dat was ook het geval met de scène waarin de trein van Loveless omhoog komt via vier steunbalken. Er werd een echte trein gebruikt, waarbij de steunbalken digitaal werden toegevoegd.

## Post-productie
Bij het tonen van de film aan een testpubliek kwam naar voren dat het publiek niet goed begreep of het nu om een komedie of een actiefilm ging. Sommige scènes werden tegen hoge kosten overgedaan om meer humor toe te voegen. Een andere verandering was het toevoegen van twee nieuwe personages, Spike Guy en Knife Guy, omdat het testpubliek niet goed begreep waarom de bende rond Loveless alleen maar uit vrouwen bestond. Het budget kwam uiteindelijk uit op 170 miljoen dollar.

## Reacties
De film werd slecht ontvangen door critici. Will Smith zelf maakte geregeld in vraaggesprekken de opmerking dat hij de film zelf ook slecht vond. Robert Conrad, een van de acteurs uit de originele televisieserie, was zelfs zo ontevreden over de film dat hij namens de producenten een aantal van de Golden Raspberry Awards die de film had gewonnen in ontvangst nam tijdens de uitreiking.
Nadat de film in het openingsweekend 50 miljoen dollar had opgebracht, kelderde de kaartverkoop enorm. In totaal bracht de film wereldwijd 222 miljoen dollar op en was dus ondanks de slechte kritieken toch nog een commercieel succes.

## Filmmuziek
Zoals veel van in Will Smith’s films gebruikte ook Wild Wild West een hiphop single van Smith zelf als introlied. Dit nummer werd een nummer 1-hit in Amerika. Aan het lied werkte ook Dru Hill mee.
Het grootste gedeelte van de muziek werd gecomponeerd door Elmer Bernstein.
Ook zat de melodie van het liedje I wish van Stevie Wonder in de film.

## Prijzen en nominaties
1999
- De Bogey Award in Silver - gewonnen

2000
- De ALMA Award voor Outstanding Actress in a Feature Film (Salma Hayek)
- De ASCAP Award voor Most Performed Songs from Motion Pictures Rob Fusari - gewonnen
- De ASCAP Award voor Top Box Office Films - gewonnen
- Zes Blockbuster Entertainment Awards:
  - Favoriete vrouwelijke bijrol – Actie (Salma Hayek) - gewonnen
  - Favoriete actieteam (Will Smith en Kevin Kline)
  - Favoriete lied in een film ("Bailamos")
  - Favoriete lied in een film ("Wild Wild West")
  - Favoriete filmmuziek
  - Favoriete schurk
- De Blimp Award voor favoriete lied uit een film (Wild Wild West) - gewonnen
- De Blimp Award voor favoriete filmacteur (Will Smith)
- Negen Golden Raspberry Awards:
  - Slechtste regisseur - gewonnen
  - Slechtste originele lied - gewonnen
  - Slechtste film - gewonnen
  - Slechtste schermkoppel (Will Smith en Kevin Kline) - gewonnen
  - Slechtste scenario - gewonnen
  - Slechtste acteur (Kevin Kline)
  - Slechtste mannelijke bijrol (Kenneth Branagh)
  - Slechtste vrouwelijke bijrol (Kevin Kline in vermomming)
  - Slechtste vrouwelijke bijrol (Salma Hayek)